# Stopplaats Zenderen
Stopplaats Zenderen (telegrafische code: zdr) was een stopplaats aan de Spoorlijn Almelo - Salzbergen. De halte werd geopend in 1888 en gesloten op 5 mei 1941. De stopplaats was gelegen ten zuiden van het dorp Zenderen in de gemeente Borne. Bij de halte was een wachthuis aanwezig.
In 2012 waren er plannen om dit gebouw te herbouwen onder de naam `t Halt 9, verwijzend naar het nummer van het wachthuis langs de spoorlijn Almelo - Salzbergen. De nieuwe functie moest educatief worden met een hoogwaardig cultuurhistorisch karakter. De gemeenteraad ging echter niet akkoord, met de door het college van burgemeester en wethouders voorgestelde herziening van het bestemmingsplan voor het buitengebied, die deze herbouw mogelijk moest maken. In hoogste instantie werd dat bevestigd door de Raad van State.